# Ржава (Фатежский район)
Ржава — деревня в Фатежском районе Курской области России. Входит в состав Банинского сельсовета.

## География
Деревня находится на реке Ржавец (приток Красавки в бассейне Свапы), в 105 км от российско-украинской границы, в 51 км к северо-западу от Курска, в 6 км к северу от районного центра — города Фатеж, в 2 км от центра сельсовета — посёлка Чермошной.
Климат
Ржава, как и весь район, расположена в поясе умеренно континентального климата с тёплым летом и относительно тёплой зимой (Dfb в классификации Кёппена).
| Показатель                                                                      | Янв. | Фев. | Март | Апр. | Май  | Июнь | Июль | Авг. | Сен. | Окт. | Нояб. | Дек. | Год  |
| ------------------------------------------------------------------------------- | ---- | ---- | ---- | ---- | ---- | ---- | ---- | ---- | ---- | ---- | ----- | ---- | ---- |
| Средний суточный максимум, °C                                                   | −4,5 | −3,7 | 2,1  | 12,5 | 18,9 | 22,2 | 24,9 | 24,1 | 17,7 | 10,1 | 2,9   | −1,5 | 10,5 |
| Средняя температура, °C                                                         | −6,6 | −6,1 | −1,4 | 7,7  | 14,3 | 18   | 20,6 | 19,6 | 13,6 | 6,9  | 0,8   | −3,4 | 7,0  |
| Средний суточный минимум, °C                                                    | −9,1 | −9,1 | −5,4 | 2,2  | 8,8  | 12,6 | 15,6 | 14,5 | 9,5  | 3,7  | −1,5  | −5,6 | 3,0  |
| Норма осадков, мм                                                               | 52   | 45   | 46   | 51   | 62   | 75   | 80   | 59   | 62   | 60   | 49    | 50   | 691  |
| Источник: Погода по месяцам c ru.climate-data.org(дата обращения: Октябрь 2021) |      |      |      |      |      |      |      |      |      |      |       |      |      |

Часовой пояс
Деревня Ржава, как и вся Курская область, находится в часовой зоне МСК (московское время). Смещение применяемого времени относительно UTC составляет +3:00.

## Население
| 2002 | 2010 |
| ---- | ---- |
| 489  | ↘400 |

## Инфраструктура
Личное подсобное хозяйство. В деревне 197 домов.

## Транспорт
Ржава находится в 1 км от автодороги федерального значения М2 «Крым» (Москва — Тула — Орёл — Курск — Белгород — граница с Украиной) как часть европейского маршрута E105, в 6 км от автодороги регионального значения 38К-038 (Фатеж — Дмитриев), в 1 км от автодороги межмуниципального значения 38Н-233 (М-2 «Крым» — 1-е Банино), на автодороге 38Н-825 (38Н-233 — Ржава), в 28 км от ближайшей ж/д станции Возы (линия Орёл — Курск).
В 174 км от аэропорта имени В. Г. Шухова (недалеко от Белгорода).